# Галактопулос, Петрос
Петрос Галактопулос (греч. Πέτρος Γαλακτόπουλος; 7 июня 1945,Афины, Греция) — греческий борец греко-римского стиля, двукратный призёр Олимпийских игр, двукратный призёр чемпионатов мира, чемпион Европы.

## Биография
Начал заниматься борьбой в 1960 году.
На Летних Олимпийских играх 1964 года в Токио боролся в полулёгком весе (до 63 килограммов). За чистое поражение начислялись 4 штрафных балла, за поражение по очкам 3 штрафных балла, за ничью 2 штрафных балла, за победу по очкам 1 штрафной балл. Набравший 6 штрафных баллов спортсмен выбывал из турнира. Титул оспаривали 27 борцов.
Чисто проиграв многоопытнейшему Имре Пойяку в третьем круге, девятнадцатилетний борец из турнира выбыл.
| Выступление на Олимпийских играх 1964 года | Выступление на Олимпийских играх 1964 года | Выступление на Олимпийских играх 1964 года | Выступление на Олимпийских играх 1964 года | Выступление на Олимпийских играх 1964 года | Выступление на Олимпийских играх 1964 года | Выступление на Олимпийских играх 1964 года |
| Круг                                       | Соперник                                   | Страна                                     | Результат                                  | Баллы                                      | Всего баллов                               | Время схватки                              |
| ------------------------------------------ | ------------------------------------------ | ------------------------------------------ | ------------------------------------------ | ------------------------------------------ | ------------------------------------------ | ------------------------------------------ |
| 1                                          | Ким Пон Чо                                 | Республика Корея                           | Победа По очкам                            | -1                                         | -1                                         |                                            |
| 2                                          | Ханс Марте                                 | Австрия                                    | Поражение По очкам                         | -3                                         | -4                                         |                                            |
| 3                                          | Имре Пойяк                                 | Венгрия                                    | Поражение Туше                             | -4                                         | -8                                         | 4:39                                       |

В 1965 году был седьмым на чемпионате мира, в 1966 году, получив травму, выбыл в предварительных встречах.
В 1967 году стал серебряным призёром Средиземноморских игр. В 1968 году был только девятнадцатым на чемпионате Европы.
На Летних Олимпийских играх 1968 года в Мехико боролся в лёгком весе (до 70 килограммов). В сравнении с предыдущими играми, регламент турнира остался прежним, с начислением штрафных баллов, но сменилось количество баллов, начисляемых за тот или иной результат встречи. Теперь за чистую победу штрафные баллы не начислялись, за победу с явным преимуществом начислялось 0,5 штрафных балла, за победу по очкам 1 балл, за ничью 2,5 балла, за поражение с явным преимуществом соперника 3,5 балла и за чистое поражение 4 балла. Как и прежде, борец, набравший 6 штрафных баллов, из турнира выбывал. Титул оспаривали 24 борца.
Петрос Галактопулос начал турнир очень мощно, чисто победив в трёх встречах подряд и две выиграв по очкам. Даже проиграв в шестом круге Мунэдзи Мунэмура, к финалу он имел равные шансы на золото с японцем и югославом Стеваном Хорватом. После шестого круга, в котором Хорват и Мунэмура свели встречу вничью, Галактопулос должен был выигрывать с любым счётом. Однако схватка с Хорватом тоже закончилась вничью, и Галактопулос довольствовался бронзовой медалью, как проигравший Мунэмуре в шестом круге.
| Выступление на Олимпийских играх 1968 года | Выступление на Олимпийских играх 1968 года | Выступление на Олимпийских играх 1968 года | Выступление на Олимпийских играх 1968 года | Выступление на Олимпийских играх 1968 года | Выступление на Олимпийских играх 1968 года | Выступление на Олимпийских играх 1968 года |
| Круг                                       | Соперник                                   | Страна                                     | Результат                                  | Баллы                                      | Всего баллов                               | Время схватки                              |
| ------------------------------------------ | ------------------------------------------ | ------------------------------------------ | ------------------------------------------ | ------------------------------------------ | ------------------------------------------ | ------------------------------------------ |
| 1                                          | Марио Товар                                | Мексика                                    | Победа Туше                                | 0                                          | 0                                          | 4:44                                       |
| 2                                          | Клаус Поль                                 | Германская Демократическая Республика      | Победа Туше                                | 0                                          | 0                                          | 2:50                                       |
| 3                                          | Антонио Галантиньо                         | Португалия                                 | Победа Туше                                | 0                                          | 0                                          | 1:12                                       |
| 4                                          | Со Хон Ги                                  | Республика Корея                           | Победа По очкам                            | -1                                         | -1                                         |                                            |
| 5                                          | Геннадий Сапунов                           | Союз Советских Социалистических Республик  | Победа По очкам                            | -1                                         | -2                                         |                                            |
| 6                                          | Мунэдзи Мунэмура                           | Япония                                     | Поражение По очкам                         | -3                                         | -5                                         |                                            |
| 7                                          |                                            |                                            |                                            |                                            |                                            |                                            |
| Финал                                      | Стеван Хорват                              | Югославия                                  | Ничья                                      |                                            |                                            |                                            |

После игр два года не выступал. В 1970 году был четвёртым на чемпионате Европы. В 1970 и 1971 годах завоевал бронзовые медали чемпионата мира, а в 1972 году стал чемпионом Европы, и на олимпийские игры ехал в звании одного из явных фаворитов.
На Летних Олимпийских играх 1972 года в Мюнхене боролся в полусреднем весе (до 74 килограммов). Регламент турнира остался прежним. Титул оспаривали 20 борцов.
Петрос Галактопулос остановился в одном шаге от золотой медали, проиграв финальную встречу Витезславу Махе — встречу, которую Галактопулосу можно было свести вничью.
| Выступление на Олимпийских играх 1972 года | Выступление на Олимпийских играх 1972 года | Выступление на Олимпийских играх 1972 года | Выступление на Олимпийских играх 1972 года | Выступление на Олимпийских играх 1972 года | Выступление на Олимпийских играх 1972 года | Выступление на Олимпийских играх 1972 года |
| Круг                                       | Соперник                                   | Страна                                     | Результат                                  | Баллы                                      | Всего баллов                               | Время схватки                              |
| ------------------------------------------ | ------------------------------------------ | ------------------------------------------ | ------------------------------------------ | ------------------------------------------ | ------------------------------------------ | ------------------------------------------ |
| 1                                          | Констант Бенс                              | Бельгия                                    | Победа Туше                                | 0                                          | 0                                          | 1:56                                       |
| 2                                          | Виктор Игуменов                            | Союз Советских Социалистических Республик  | Ничья                                      | -2                                         | -2                                         |                                            |
| 3                                          | Франц Бергер                               | Австрия                                    | Победа По очкам                            | -1                                         | -3                                         |                                            |
| 4                                          | Эеро Тапио                                 | Финляндия                                  | Победа Туше                                | 0                                          | -3                                         |                                            |
| 5                                          |                                            |                                            |                                            |                                            |                                            |                                            |
| Финал                                      | Витезслав Маха                             | Чехословакия                               | Поражение По очкам                         |                                            |                                            |                                            |

В 1975 году на чемпионате Европы выбыл в предварительных встречах, в 1976 году был третьим.
На Летних Олимпийских играх 1976 года в Монреале боролся в полусреднем весе (до 74 килограммов). Регламент турнира остался в основном прежним. Титул оспаривали 18 борцов.
Петрос Галактопулос, проиграв две из трёх встреч, выбыл из турнира.
| Выступление на Олимпийских играх 1976 года | Выступление на Олимпийских играх 1976 года | Выступление на Олимпийских играх 1976 года   | Выступление на Олимпийских играх 1976 года | Выступление на Олимпийских играх 1976 года | Выступление на Олимпийских играх 1976 года | Выступление на Олимпийских играх 1976 года |
| Круг                                       | Соперник                                   | Страна                                       | Результат                                  | Баллы                                      | Всего баллов                               | Время схватки                              |
| ------------------------------------------ | ------------------------------------------ | -------------------------------------------- | ------------------------------------------ | ------------------------------------------ | ------------------------------------------ | ------------------------------------------ |
| 1                                          | Брайан Ренкен                              | Канада                                       | Победа Туше                                | 0                                          | 0                                          | 4:54                                       |
| 2                                          | Клаус-Петер Гёпферт                        | Германская Демократическая Республика        | Поражение По очкам                         | 6-9 −3                                     | -3                                         |                                            |
| 3                                          | Карл-Хайнц Хельбинг                        | Федеративная Республика Германии (1949—1990) | Поражение Туше                             | -4                                         | -7                                         |                                            |

По окончании карьеры стал тренером, сразу приступив к тренировкам национальной сборной. В том числе тренировал Стелиоса Мигиакиса, чемпиона Олимпийских игр 1980 года.

Удивительной физической силой обладал Галактопулос. Его бронзовое тело напоминало древнюю скульптуру афинянина, тугие мышцы выпукло вырисовывались под кожей. 

Пятикратный чемпион мира Виктор Игуменов вспоминает: «В моем весе было немало опасных конкурентов. Но, честно говоря, Петроса Галактопулоса остерегался больше других. Уж очень силен был! Довольно много встреч с ним заканчивалось ничейным исходом… Я был уверен, что этот упорный, волевой атлет станет неплохим тренером. Как вижу, не ошибся».
— http://www.offsport.ru/olympic/moskva-80/stylianos-migiakis.shtml Чемпион с острова Крит (Стилианос Мигиакис)
Член Зала славы FILA (2004).. До 2010 года был вице-президентом Федерации борьбы Греции. В том же году был избран президентом федерации, но в связи с протестами стал почётным президентом. С 2012 года является директором стадиона. В течение многих лет был президентом Ассоциации олимпийских чемпионов Греции. Владелец бизнеса в области производства продуктов и туризма.